# ぼくが逝った日
『ぼくが逝った日』（仏: Le fils）は、舞台演出家のミシェル・ロスタンが2011年に著した小説である。
ロスタンが、自身の体験をもとに描いた小説デビュー作で、2011年のゴンクール処女小説賞を受賞した。

## 出版
フランス語
- Michel Rostain (2011-01-13) (フランス語). Le fils. Paris: Oh ! Éditions. ISBN 978-2-36107-017-5. NCID BB09808494. OCLC 715627659

中国語
- 米歇爾‧侯斯坦 著、胡瑛 訳（中国語）『兒子』三采文化、台北〈iREAD〉、2011年8月6日。ISBN 978-986-229513-7。OCLC 759147842。
- 米歇尔·侯斯坦 著、胡瑛 訳（中国語）『儿子』长江文艺、武汉、2012年9月1日。ISBN 978-7-53546000-4。OCLC 880312448。

オランダ語
- Michel Rostain Martine Woudt訳 (2011) (オランダ語). De zoon. Baarn: Mouria. ISBN 978-90-4580259-6. OCLC 759716719

日本語
- ミシェル・ロスタン 著、田久保麻理 訳『ぼくが逝った日』白水社、東京、2012年5月15日。ISBN 978-4-560-08207-2。 NCID BB09245824。OCLC 816942809。全国書誌番号:22075378。

朝鮮語
- 미셸 로스탱 著、성귀수 訳（朝鮮語）『아들』열림원、서울、2012年6月20日。ISBN 978-89-7063-741-9。OCLC 818911126。

ルーマニア語
- Michel Rostain Liliana Urian訳 (2012) (ルーマニア語). Fiul. Bucureşti: ALLFA. ISBN 978-973-724371-3. OCLC 923806980

ポーランド語
- Michel Rostain Wiktoria Melech訳 (2014-01-24) (ポーランド語). Syn. Warszawa: Wydawnictwo Albatros. ISBN 978-83-7885626-9. OCLC 876457062

## 脚註